# Nupserha bicoloripennis
Nupserha bicoloripennis là một loài bọ cánh cứng trong họ Cerambycidae.